# Loriga
Loriga is een plaats (freguesia) in de Portugese gemeente Seia en telt 1367 inwoners (2005).

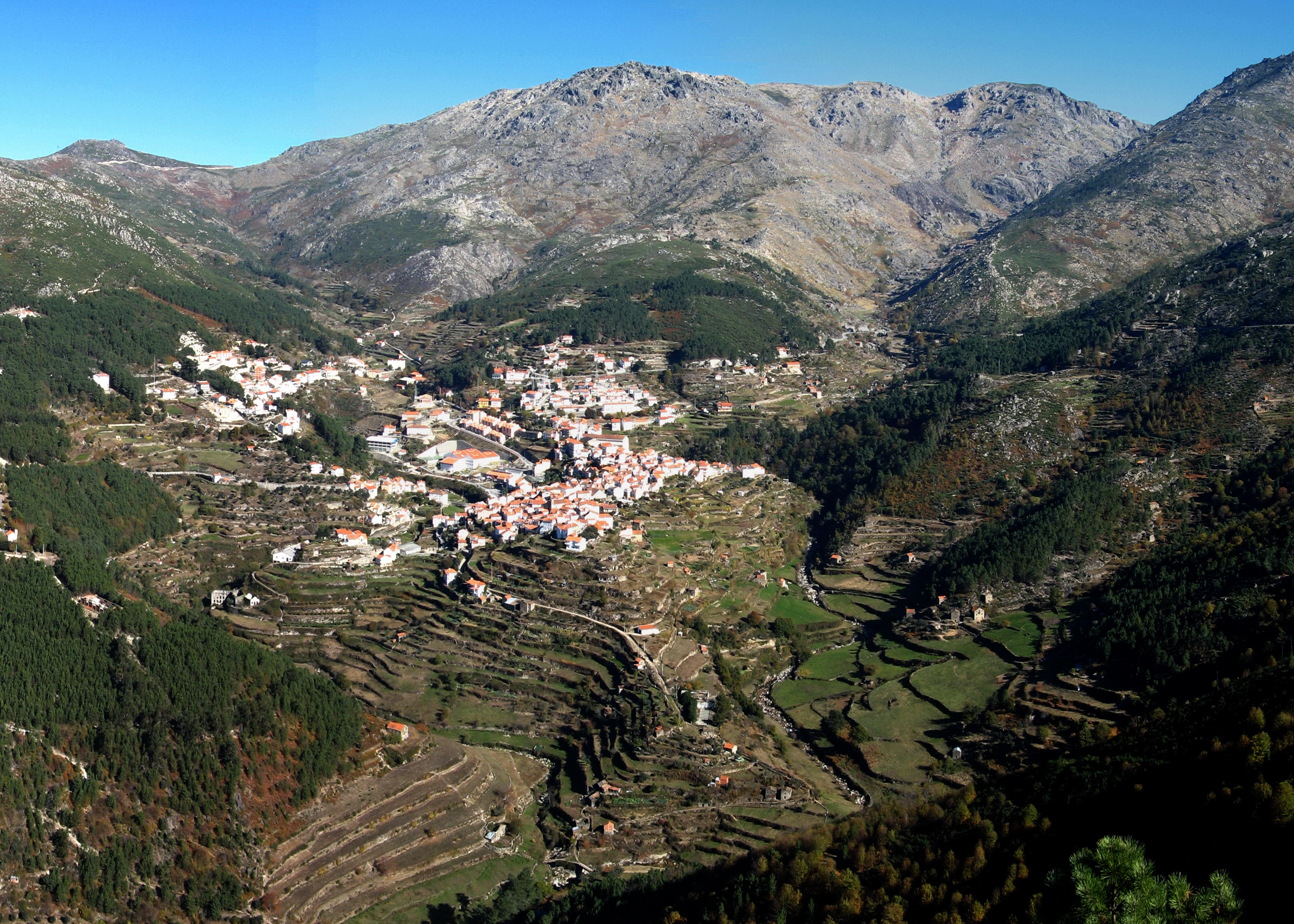
Uitzicht op Loriga